# Platstaartgekko
De platstaartgekko (Hemidactylus platyurus) is een hagedis die behoort tot de gekko's en de familie Gekkonidae.

## Naam en indeling
De wetenschappelijke naam van de soort werd voor het eerst voorgesteld door Johann Gottlob Schneider in 1792. Oorspronkelijk werd de naam Stellio platyurus gebruikt. Lange tijd was de geslachtsnaam Cosymbotus en onder deze naam staat de gekko in veel literatuur nog vermeld. De hagedis werd daarnaast aan verschillende andere geslachten toegekend, zoals Gekko, Lomatodactylus, Hoplopodion, Crossurus, Nycteridium, Platyurus en Gehyra.
De soortaanduiding platyurus betekent vrij vertaald 'platte staart'.

## Uiterlijke kenmerken
Deze soort wordt ongeveer 15 centimeter lang en heeft lichte of juist donkere grote vlekken op de rug en een donkere flankstreep, de staart is meestal gebandeerd. De gekko kan van kleur en een beetje van patroon veranderen waardoor de kleur varieert van bruin tot grijs. Het onregelmatige vlekpatroon dient om de kleur van de bast waarop het dier leeft te imiteren. De soort is te herkennen aan de vliezen tussen de tenen, sterk vergrote hechtlamellen aan de tenen en met name de platte staart die naar achteren toe snel smaller wordt en kleine karteltjes heeft. De staart is overigens lang niet zo plat als van sommige andere soorten gekko's. De teenvliezen en platte staart dienen om het lichaamsoppervlak te vergroten en zo de val te vertragen bij een sprong. De gekko springt alleen om te vluchten en niet om een prooi te vangen want hij ziet alleen dingen die heel dichtbij zijn.

## Levenswijze
Het voedsel bestaat uit insecten die 's nachts worden gevangen, de hagedis is nachtactief en houdt zich overdag schuil. De platstaartgekko schuwt de mens niet en wordt regelmatig aangetroffen in huizen. Deze soort wordt als bijzonder nuttig gezien omdat in de streken waar hij voorkomt ook veel giftige en stekende insecten leven.
De gekko is een typische boombewoner die meestal verticaal tegen een stam of muur geplakt zit. De soort houdt van beboste gebieden vaak in de buurt van menselijke bewoning, maar kan zelfs in halfwoestijnen met weinig vegetatie worden gevonden want ook in rotsige omgevingen kan deze soort leven.

## Verspreidingsgebied
De platstaartgekko komt voor in delen van Azië en leeft in de landen India, Bangladesh, Nicobaren, Nepal, Bhutan, China, Sri Lanka, Thailand, Maleisië, Myanmar, Vietnam, Cambodja, Papoea-Nieuw-Guinea, Filipijnen, Indonesië, Maleisië, Singapore, Oost-Timor en mogelijk in Taiwan. De hagedis is geïntroduceerd in de Verenigde Staten in de staat Florida.